# Cena Higašikawy

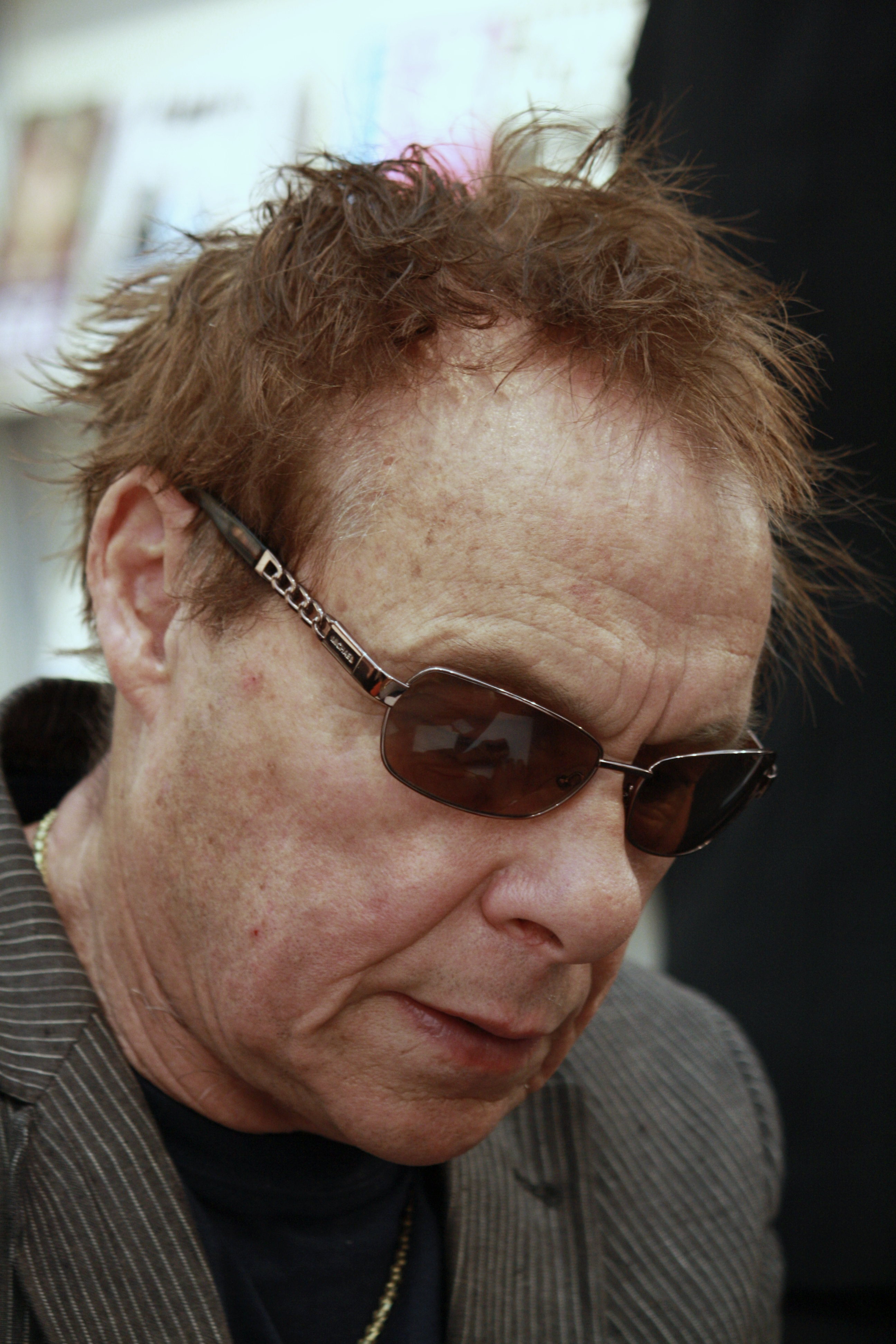
Jan Saudek vyhrál cenu pro zámořského fotografa v roce 1991

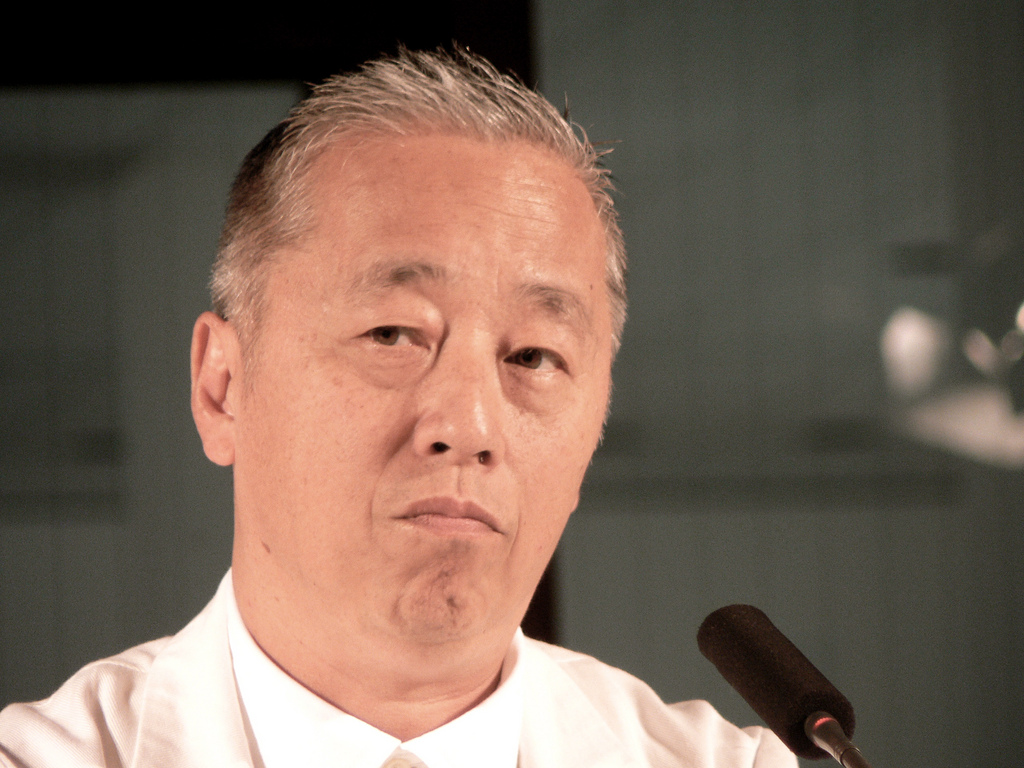
Hiroši Sugimoto získal cenu v roce 1995

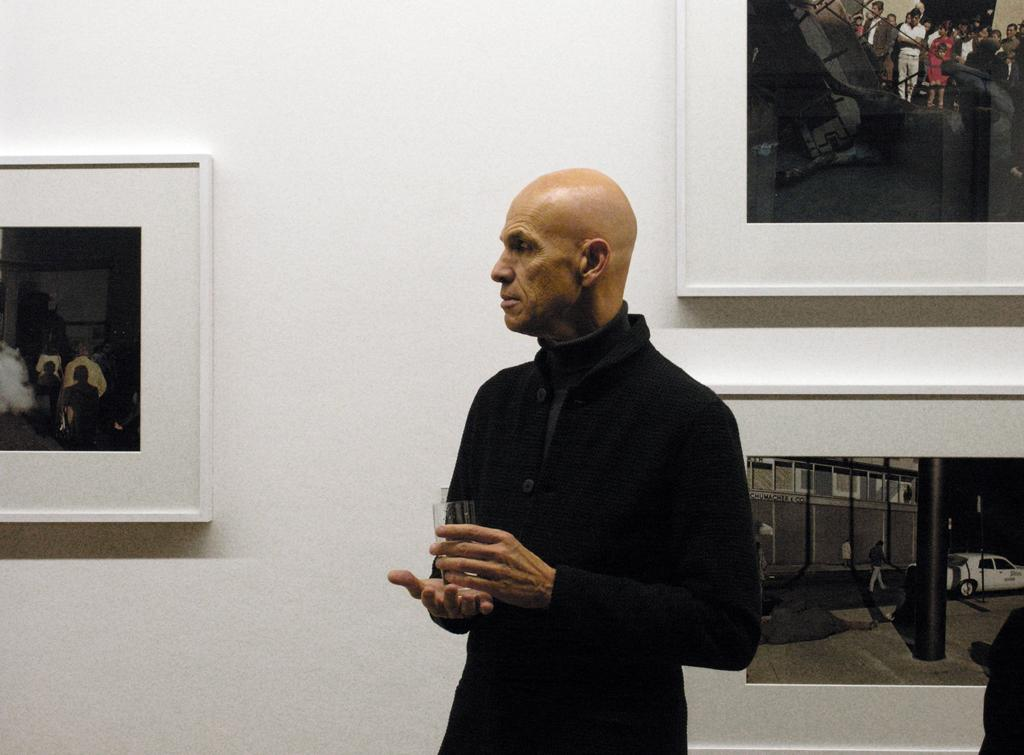
Joel Meyerowitz dostal cenu v roce 1987

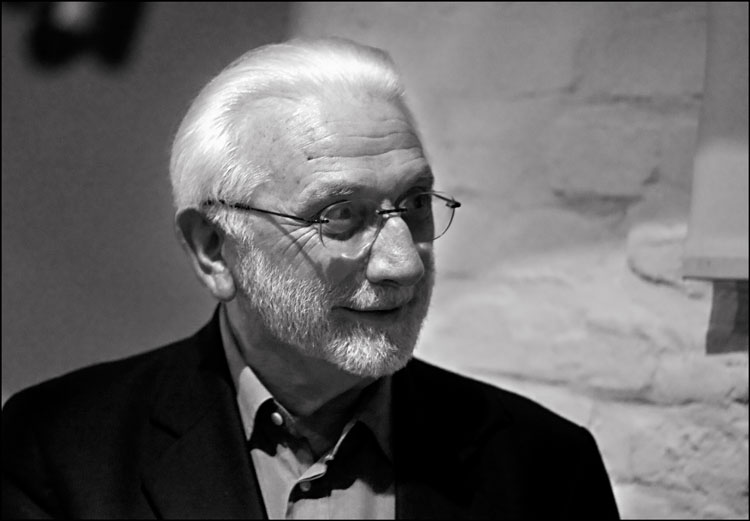
Lucien Clergue obdržel cenu v roce 1986

Cena Higašikawy (Cena města Higašikawy japonsky 東川賞 Higašikawa-šó) je fotografické ocenění pojmenované podle japonského města Higašikawa na ostrově Hokkaidó. Ocenění je udělované každoročně od roku 1985 domácím i zámořským fotografům. Ceny Zámořský a Domácí fotograf jsou dotovány ve výši 500 000 jenů a ceny Nový fotograf a Speciální ceny jsou dotovány ve výši 300 000 jenů.
Díla vítězů za posledních 20 let ceny Zámořský fotograf byly v roce 2006 vystaveny v Tokijském metropolitním muzeu fotografie.

## Seznam vítězů
| Č. | Rok  | Cena Zámořský fotograf  | Cena Domácí fotograf      | Cena Nový fotograf | Speciální cena     |
| -- | ---- | ----------------------- | ------------------------- | ------------------ | ------------------ |
| 1  | 1985 | Joel Sternfeld          | Issei Suda, Keiiči Tahara | cena neudělena     | Jošihiko Šiga      |
| 2  | 1986 | Lucien Clergue          | Kišin Šinojama            | Takanobu Hajaši    | Tecuja Sekiguči    |
| 3  | 1987 | Joel Meyerowitz         | Ikkó Narahara             | Mičiko Kon         | Kódži Kanbe        |
| 4  | 1988 | Lewis Baltz             | Šódži Ueda                | Eidži Ina          | Minoru Taketazu    |
| 5  | 1989 | Shi Shaohua             | Júkiči Watabe             | Džun Cukida        | Masahide Sató      |
| 6  | 1990 | Graciela Iturbide       | Osamu Murai               | Tokihiro Sató      | Kazumi Kurigami    |
| 7  | 1991 | Jan Saudek              | Nobujoši Araki            | Takako Minoda      | Gen'ičiró Kakegawa |
| 8  | 1992 | Olivo Barbieri          | Džódži Hašiguči           | Seiiči Furuja      | Masahisa Fukase    |
| 9  | 1993 | William Yang            | Jutaka Takanaši           | Kó Inose           | Takeo Šimizu       |
| 10 | 1994 | Michel Campeau          | Taku Aramasa              | Micuhiko Imamori   | Hiromi Nagakura    |
| 11 | 1995 | Kim Su-nam              | Hiroši Sugimoto           | Masato Seto        | Cuneo Hajašida     |
| 12 | 1996 | Gundula Schulze el Dowy | Kikudži Kawada            | Taidži Macue       | Ikuo Nakamura      |
| 13 | 1997 | Calum Colvin            | Kazujoši Mačino           | Osamu Kanemura     | Ryóiči Sató        |
| 14 | 1998 | Anthony Hernandez       | Hiroši Suga               | Takeši Hosokawa    | Šódžun Cujama      |
| 15 | 1999 | Claudio Edinger         | Mijako Išiuči             | Miwa Janagi        | Kunihiko Takada    |
| 16 | 2000 | Chema Madoz             | Naoja Hatakejama          | Keiko Nomura       | Masakacu Kubota    |
| 17 | 2001 | Andrejs Grants          | Eikó Hosoe                | Juki Onodera       | Kazuemon Hidano    |
| 18 | 2002 | Edwin Zwakman           | Jasumasa Morimura         | Kódži Onaka        | Kensuke Kazama     |
| 19 | 2003 | Guy Tillim              | Rjóiči Saitó              | Kimio Itozaki      | Ruiko Jošida       |
| 20 | 2004 | Antoine d'Agata         | Jukio Nakagawa            | Akiko Tobu         | Eiiči Kurasawa     |
| 21 | 2005 | Kim Nyung-man           | Hotaró Kojama             | Kendži Kohijama    | Rjóko Suzuki       |
| 22 | 2006 | Ketaki Seth             | Risaku Suzuki             | Emi Anrakudži      | Osamu Wataja       |
| 23 | 2007 | Manit Sriwanichpoom     | Kunie Sugiura             | Masako Imaoka      | Hirojuki Jamada    |
| 24 | 2008 | Klaus Mitteldorf        | Asako Narahaši            | Tomoko Sawada      | Júdži Obata        |
| 25 | 2009 | Anne Ferran             | Tošio Šibata              | Naoki Išikawa      | Keidži Cujuguči    |

| Č. | Rok  | Cena Zámořský fotograf    | Cena Domácí fotograf | Cena Nový fotograf   | Speciální cena     | Cena Hidano Kazuemon |
| -- | ---- | ------------------------- | -------------------- | -------------------- | ------------------ | -------------------- |
| 26 | 2010 | Chin-pao Chen             | Keizó Kitadžima      | Osamu James Nakagawa | Jošihiro Hagiwara  | Ičiró Kodžima        |
| 27 | 2011 | Peter Dressler            | Juki Onodera         | Ken Kitano           | Minoru Okuda       | Šundži Dodo          |
| 28 | 2012 | Arif Aşçı                 | Taidži Macue         | Lieko Šiga           | Makiko Ue          | Jošikazu Minami      |
| 29 | 2013 | Minstrel Kuik Ching Chieh | Rinko Kawauči        | Ari Hacuzawa         | Takehiko Nakafudži | Minoru Jamada        |
| 30 | 2014 | Jorma Puranen             | Rika Noguči          | Gentaró Išizuka      | Kódži Sakai        | Tazuko Masujama      |
| 31 | 2015 | Anne Noble                | Tokihiro Sató        | Maiko Haruki         | Kazutoši Jošimura  | Kikudžiró Fukušima   |
| 32 | 2016 | Oscar Muñoz               | Taiši Hirokawa       | Jóko Ikeda           | Michael Kenna      | Jošimi Ikemoto       |
| 33 | 2017 | Anna Orłowska             | Seiiči Motohaši      | Sakiko Nomura        | Acuši Okada        | Joširó Koseki        |
| 34 | 2018 | Marian Penner Bancroft    | Tokuko Ušioda        | Erika Jošino         | Eidži Óhaši        | Keisó Tomioka        |
| 35 | 2019 | Rosemary Laing            | Lieko Šiga           | Mari Katajama        | Acuši Okujama      | Juniči Ota           |
| 36 | 2020 | Gregory Maiofis           | Juri Nagašima        | Sajaka Ueara         | Kentaro Takahaši   | Hiroh Kikai          |
| 37 | 2021 | Mo Ji                     | Masato Seto          | Ai Iwane             | Čieko Širaiši      | Masataka Nakano      |
| 38 | 2022 | Ha Dao                    | Takano Takano        | Keiko Sasaoka        | Elena Tutatchiková | Manabu Mijazaki      |